# Morichro
Morichro es un poder de la Fuerza, hace tiempo olvidado, usado en la primera época de los Jedi en el universo de ficción de la Guerra de las Galaxias.
Dicho arte consistía en ralentizar las funciones vitales de cualquier ser vivo mediante la fuerza hasta un estado de animación suspendida. En principio su fin era curativo, pero podía igualmente usarse para matar. Su uso estaba restringido a los altos miembros de la Orden Jedi, ya que un uso incorrecto de esta técnica podía provocar la muerte.
La más conocida practicante de esta milenaria técnica era Yaddle, una miembro del Consejo Jedi en la época de la batalla de Naboo. El secreto del Morichro fue descubierto por Yaddle en un antiguo holocrón, olvidado en uno de los múltiples archivos de la Biblioteca Jedi.
Siendo una técnica tan peligrosa, Yaddle se la enseñó a muy pocos de sus padawans. Uno de ellos fue Sartochi Ramora quien finalmente acabó seducida por el lado oscuro de la Fuerza. Posiblemente como consecuencia del indebido uso del Morichro.
- Datos: Q9035155